# 11013 Kullander
11013 Kullander è un asteroide della fascia principale. Scoperto nel 1982, presenta un'orbita caratterizzata da un semiasse maggiore pari a 2,3099169 UA e da un'eccentricità di 0,1857105, inclinata di 3,67121° rispetto all'eclittica.